# 右旋甲基苯丙胺
右旋甲基苯丙胺是左旋甲基苯丙胺的旋光异构体，由于它是甲基苯丙胺的右旋构型，故名为右旋甲基苯丙胺。它一种拟肾上腺素药物，同时也是一种强效精神控制剂，其对精神方面的影响是左旋甲基苯丙胺的5至6倍.化学名1-甲氨基-2-苯基丙烷。其性状为挥发性无色或淡黄色强碱性液体，有氨臭味。沸点205~210℃。  